# Route nationale 43
Die N43 ist eine französische Nationalstraße, die 1824 zwischen Calais und der N29 bei Bouchain festgelegt wurde. Sie geht auf die Route impériale 50 zurück. Ihre Länge betrug bis 1973 insgesamt 132,5 Kilometer. 1973 wurde sie zwischen Auberchicourt und der N29 abgestuft. 1978 übernahm die N45 den Abschnitt zwischen Douai und Auberchicourt und die N43 wurde über eine neue Führung zur N3 in Sainte-Ruffine-Maison-Neuve geführt:
- N 43 Calais - Douai
- N 17 Douai - Cambrai
- N 39A innerhalb von Cambrai
- N 39 Cambrai - Tremblois-lès-Rocroi
- N 51 Tremblois-lès-Rocroi - Charleville-Mézières
- N 64 Charleville-Mézières - Villers-Semeuse
- unterbrochen durch A203
- N 64 Villers-Semeuse - Douzy
- N 381 Douzy - Montmédy
- N 47 Montmédy - Longuyon
- N 381 Longuyon - Kreuzung mit N52bis
- N 52bis Kreuzung mit N381 - Briey
- N 381 Briey - Sainte-Ruffine-Maison-Neuve

Seit 2006 ist davon nur noch der Abschnitt zwischen Tremblois-lès-Rocroi und der A34, sowie von der A34 bei Sedan bis zum Abzweig der N58 übrig. 
Ersterer soll bis 2016 von der A304 ersetzt werden.

## N43a
Die N43A war von 1933 bis 1973 ein Seitenast der N43, der von dieser in Auberchicourt abzweigte und nach Rouvignies führte. Ihre Länge betrug 15,5 Kilometer. 1978 wurde sie Teil der N45.

## N43b
Die N43B war von 1933 bis 1973 ein Seitenast der N43, der von dieser in Aire-sur-la-Lys abzweigte und nach Morbecque führte. Die Länge betrug 10,5 Kilometer.

## N43c
Die N43C war von 1958 bis 1968 ein Seitenast der N43, der eine westliche alternative Einfallstraße nach Béthune war. Auf ihn wurde die N43 verlegt und die alte Route wurde zur D181E8.

## N1043
Die N1043 bestand als mehrere Seitenäste der N43, die Umgehungsstraßen für Sedan, Hirson und Cambrai waren. Sie wurden bis auf die bei Sedan 2006 abgestuft, die heute Teil der A34 ist.